# Pico Jaru
Pico Jaru o Jaro es una montaña que se encuentra entre el valle de Cereceda (Vega de Liébana) y el de Valdeprado (Cabezón de Liébana), en Cantabria, España. Mide 1459 m s. n. m. Se puede subir desde Tollo (562 m), en Vega de Liébana, por el collado Campu Largu (1108 m) o desde Los Cos, más arriba de Piasca, en Cabezón de Liébana (640 m), a través del collado Juan Solana (1145 m).